# Roncador
Roncador là một đô thị thuộc bang Paraná, Brasil. Đô thị này có diện tích 750,993 km², dân số năm 2007 là 12442 người, mật độ 27,7 người/km².